# Macrogryphosaurus
Macrogryphosaurus (od greckich słów macro – "duży", grypho – "tajemniczy" i sauros – "jaszczur") – rodzaj dużego dinozaura ptasiomiednicznego żyjącego w późnej kredzie (koniak) na terenach dzisiejszej Ameryki Południowej. Gatunkiem typowym jest M. gondwanicus (epitet gatunkowy nawiązuje do nazwy superkontynentu Gondwany), którego holotypem jest niekompletny szkielet oznaczony MUCPv–321 z zachowanym 8 kręgami szyjnymi (wśród których nie ma dźwigacza ani obrotnika), 14 kręgami grzbietowymi, 6 krzyżowymi i 16 ogonowymi, żebrami i żebrami szyjnymi, obiema kośćmi łonowymi, biodrowymi i kulszowymi, mostkiem i czterema kostnymi płytkami w klatce piersiowej (ang. thoracic plates). Holotyp odkryto w osadach formacji Portezuelo nad jeziorem Mari Menuco ok. 60 km na północny zachód od miasta Neuquén w argentyńskiej prowincji Neuquén.
M. gondwanicus charakteryzuje mostek zbliżony kształtem do litery Y; na przedniej krawędzi mostka występują trzy odgałęzienia, z czego dwa znajdują się po bokach krawędzi, a trzeci, najmniejszy – na środku krawędzi i jest skierowany ku przodowi. Inne charakterystyczne cechy budowy szkieletu Macrogryphosaurus to występujący na ostatni kręgu grzbietowym duży hyposphene (kostny występ znajdujący się na tylnej powierzchni kręgu pod tylnym wyrostkiem stawowym kręgu,  wsuwający się w odpowiadający mu otwór na przedniej krawędzi następnego kręgu – hypantrum) oraz spłaszczone i zakrzywione żebra mostkowe. Pod pewnymi względami szkielet M. gondwanicus przypomina szkielet Talenkauen santacrucensis; u obu tych dinozaurów nad tylnymi wyrostkami stawowymi (postzygapophyses) trzeciego kręgu szyjnego znajdowały się kostne narośle (epipophyses), a w klatce piersiowej występowały cienkie (1–3 mm grubości) płytki kostne o kształcie zbliżonym do okrągłego (takie płytki oprócz Talenkauen i Macrogryphosaurus znane są tylko u jednego dinozaura ptasiomiednicznego – u bliżej z tymi dwoma rodzajami niespokrewnionego Thescelosaurus). Macrogryphosaurus różni się natomiast od Talenkauen m.in. mniejszą szypułką łonową (pubic peduncle) kości biodrowej oraz ostrzejszym kątem między wyrostkiem przednim kości łonowej a szypułką łonową. Macrogryphosaurus miał 14 kręgów grzbietowych – więcej niż bazalny dinozaur ptasiomiedniczny Heterodontosaurus, których miał ich 12, ale mniej niż większość ornitopodów (np. Hypsilophodon miał ich 15, Talenkauen i Camptosaurus – 16, a Iguanodon – 17).
Holotyp M. gondwanicus miał nie więcej niż 6 m długości; jednak u tego okazu nie zasklepiły się jeszcze szwy łączące trzon kręgu z łukiem kręgu w tylnych kręgach grzbietowych i przednich kręgach ogonowych, co sugeruje, że okaz holotypowy nie był osobnikiem w pełni wyrośniętym.  Z przeprowadzonej przez autorów jego opisu analizy kladystycznej wynika, że Macrogryphosaurus i Talenkauen są taksonami siostrzanymi, a oba te rodzaje były ornitopodami z grupy Iguanodontia; według tej analizy wymienione dwa rodzaje tworzą klad siostrzany do kladu obejmującego rodzaj Anabisetia i grupę Dryomorpha (obejmują rodzinę Dryosauridae i grupę Ankylopollexia). Klad obejmujący Talenkauen santacrucensis, Macrogryphosaurus gondwanicus, ich ostatniego wspólnego przodka i wszystkich jego potomków autorzy opisu M. gondwanicus nazwali Elasmaria (po grecku "cienka płyta", w nawiązaniu do płytek kostnych występujących w klatce piersiowej Talenkauen i Macrogryphosaurus).
Inny rezultat dała analiza filogenetyczna przeprowadzona przez Boyda (2015). Potwierdziła ona bliskie pokrewieństwo Talenkauen i Macrogryphosaurus, wykazując jednocześnie, że ich najbliższymi znanyni krewnymi były rodzaje Notohypsilophodon, Thescelosaurus, Parksosaurus, Changchunsaurus i Haya. Z analizy Boyda wynika, że Macrogryphosaurus i jego najbliżsi krewni nie byli ornitopodami, lecz należeli do rodziny Parksosauridae, będącej taksonem siostrzanym do kladu Cerapoda (obejmującego ornitopody, pachycefalozaury i ceratopsy).